# Qingyuan (köping i Kina, Heilongjiang)
Qingyuan (kinesiska: 青原, 青原镇) är en köping i Kina. Den ligger i provinsen Heilongjiang, i den nordöstra delen av landet, omkring 440 kilometer öster om provinshuvudstaden Harbin. Antalet invånare är 25 015. Befolkningen består av 12 180 kvinnor och 12 835 män. Barn under 15 år utgör 16,0 %, vuxna 15-64 år 77 %, och äldre över 65 år 6,0 %.
Genomsnittlig årsnederbörd är 874 millimeter. Den regnigaste månaden är juli, med i genomsnitt 187 mm nederbörd, och den torraste är januari, med 7 mm nederbörd.